# Trampelbach
Der Trampelbach ist ein linker Zubringer zum Mödringbach bei Mödring in Niederösterreich.
Der Trampelbach entspringt nordwestlich von Posselsdorf und fließt nach Südosten ab, wo er zunächst Posselsdorf und danach Lehndorf durchströmt. Vor Doberndorf wendet er sich nach Westen und nimmt dabei die von links zufließenden Bäche Gründengraben, Schollwaldgraben und Schuttergraben auf. Seine Mündung in den Mödringbach erfolgt knapp zwei Kilometer westlich von Doberndorf, wobei sein Einzugsgebiet 13,4 km² in teilweise bewaldeter Landschaft umfasst. Er umfließt damit an drei Seiten den Trampelberg (545 m ü. A.).